# Canal de la Robina

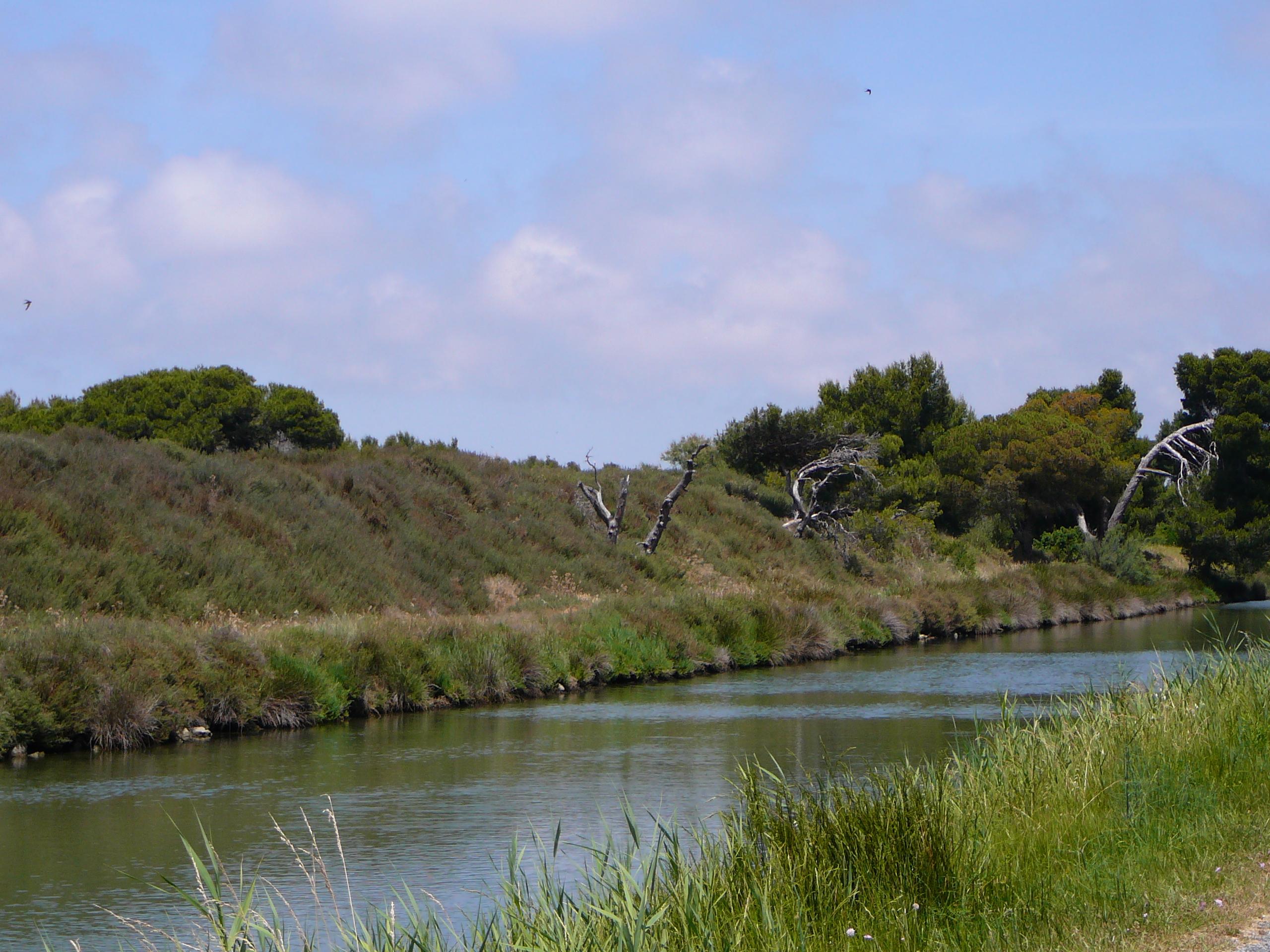
Canal de la Robina

El canal de la Robina (en francès Canal de la Robine) és una derivació del canal del Migdia que fou construït del 1667 al 1681. El canal enllaça el canal del Migdia amb la Mediterrània i travessa la ciutat de Narbona pel centre. Allà, el pont dels Mercants s'ha convertit en un carrer de vianants ple de botigues, que passa per sota d'una arcada del pont romà, l'única que en resta, pont que formava part de la Via Domícia. Juntament amb el Canal del Migdia està classificat com a Patrimoni de la Humanitat per la UNESCO.
Al costat del canal s'han creat espais verds i equipaments i s'hi troben força punts de lloguer de barques per al passeig. Una barca elèctrica coneguda com La Tramuntana hi fa creuers tot el dia.

## Recorregut
El canal fa 32 km de llarg i comença en el punt més alt, al costat del riu Aude i es dirigeix cap a Narbona. El punt d'origen és el Port de la Robina, un important centre nàutic al cor de les vinyes de les Corberes.
El canal passa sota el Pont dels Mercaders de Narbona, que és un dels pocs ponts coberts de França. A continuació s'uneix a l'Estany de Bages-Sigean al costat de la reserva natural de l'Île-Sainte-Lucie. Acaba el recorregut al mar, al Port-la-Nouvelle. Durant aquest recorregut es poden comptar 13 rescloses.

## Història
El canal recorre l'antic llit del riu Aude que els romans ja feien servir. L'èxit comercial del canal del Migdia al segle xvii va fer construir aquest canal per unir-lo amb Narbona, així podia participar dels èxits comercials del canal mare. Va ser Sébastien Le Prestre de Vauban qui el va posar en servei. En un primer moment el canal permetia unir el mar amb el riu Aude a Gailhousty. La resta del camí entre l'Aude i el canal del Migdia es feia per carretera. El 1776 es va obrir el Canal de Jonction que els permetia unir i passava per Sallèles-d'Aude.